# Niuchehe (sockenhuvudort i Kina, Hunan Sheng, lat 29,05, long 110,97)
Niuchehe (kinesiska: 大富堉, 牛车河乡, 牛车河) är en sockenhuvudort i Kina. Den ligger i provinsen Hunan, i den södra delen av landet, omkring 220 kilometer nordväst om provinshuvudstaden Changsha. Antalet invånare är 11 424. Befolkningen består av 5 554 kvinnor och 5 870 män. Barn under 15 år utgör 13,0 %, vuxna 15-64 år 70 %, och äldre över 65 år 16,0 %.
Runt Niuchehe är det ganska tätbefolkat, med 207 invånare per kvadratkilometer. Närmaste större samhälle är Guanyinsi, 18,2 km sydost om Niuchehe. I omgivningarna runt Niuchehe växer i huvudsak blandskog.
Genomsnittlig årsnederbörd är 1 918 millimeter. Den regnigaste månaden är maj, med i genomsnitt 316 mm nederbörd, och den torraste är december, med 44 mm nederbörd.